# Суперкубок Йорданії з футболу 2023
Суперкубок Йорданії з футболу 2023  — 40-й розіграш турніру. Матчі відбулись 21 і 28 липня 2023 року між чемпіоном Йорданії клубом Аль-Файсалі та володарем кубка Йорданії клубом Аль-Вахдат.
| Володар Суперкубка Йорданії 2023 |
| -------------------------------- |
|                                  |
| Аль-Вахдат П'ятнадцятий титул    |

## Деталі

### Перший матч
| 21 липня 2023 20:00 (EEST) |

| Аль-Файсалі   | 1:2 | Аль-Вахдат                     |
| ------------- | --- | ------------------------------ |
| Алсуліман 19' |     | Аль-Авадат 62' Аль-Хазар 90+2' |

| Інтернаціональний стадіон, Амман |

### Повторний матч
| 28 липня 2023 20:00 (EEST) |

| Аль-Вахдат | 1:0 | Аль-Файсалі |
| ---------- | --- | ----------- |
| Думбія 9'  |     |             |

| Інтернаціональний стадіон, Амман |